# Arginase
L'arginase est une hydrolase qui catalyse la réaction :
L-arginine + H2O  {\displaystyle \rightleftharpoons }  L-ornithine + urée.
Cette enzyme intervient dans le cycle de l'urée.

## Structure
Il s'agit d'une métalloenzyme à base de manganèse. Il existe deux isoforme, l'arginase-1 et l'arginase-2. L'arginase-1 est essentiellement hépatique. L'arginase-2 est une enzyme mitochondriale et est retrouvée dans plusieurs organes.

## Action
Outre son intervention dans le cycle de l'urée, elle intervient indirectement dans la synthèse du monoxyde d'azote (NO), l'arginine étant le substrat des deux réactions : en captant cet acide aminé, elle n'alimente plus l'oxyde nitrique synthase dépendant de cette dernière et diminue la synthèse du NO. le NO étant un vasodilatateur synthétisée par la paroi des vaisseaux, l'arginase pourrait ainsi intervenir dans la vaso-réactivité (dysfonction endothéliale).

## Régulation
Elle est activée par les LDL oxydées, en cas de diabète et par l'hypoxie.